# Barbados nos Jogos Pan-Americanos de 1963
Barbados competiu nos Jogos Pan-Americanos de 1963 em São Paulo de 20 de abril a 5 de maio de 1963. Conquistou três medalhas de bronze nesta que foi sua primeira participação.